# Rathaus Schöneberg (metrostation)
Rathaus Schöneberg is een station van de metro van Berlijn, gelegen in het Rudolph-Wilde-Park, nabij het stadhuis van het Berlijnse stadsdeel Schöneberg. Het metrostation werd op 1 december 1910 geopend onder de naam Stadtpark. Het station was onderdeel van de Schöneberger U-Bahn, die de toen nog zelfstandige stad Schöneberg zelf had aangelegd. Tegenwoordig wordt deze lijn aangeduid als U4.
Tegelijkertijd met de bouw van de metrolijn legde men het Stadtpark (tegenwoordig Rudolph-Wilde-Park) aan. Het park ontstond op de plaats van een drooggelegd veenmeer en ligt daardoor een stuk lager dan het omliggende gebied. De metrolijn doorkruist het park echter op hetzelfde niveau als voorheen, wat station Rathaus Schöneberg een bijzondere ligging geeft. Tot aan de rand van het park liggen de sporen in een tunnel, vervolgens ligt de lijn bovengronds en gaat aan de andere zijde van het park wederom verder in een tunnel. Het op parkniveau gelegen spoor werd geheel overdekt met een stenen dam, waarin zich het station bevindt. Grote ramen aan weerszijden bieden uitzicht op het park. Later werd in de huidige U3 tussen de stations Fehrbelliner Platz en Heidelberger Platz een vergelijkbare constructie gebouwd.
Op het dak van het station werd een rijk gedecoreerde voetgangerspromenade aangelegd, de Carl-Zuckmayer-Brücke. In deze naar de schrijver Carl Zuckmayer genoemde promenade bevindt zich de toegang tot het eronder gelegen station. De Carl-Zuckmayer-Brücke verbindt het noordelijke en zuidelijke deel van de Innsbrucker Straße en biedt met brede trappen aan beide zijden toegang tot het park dat de dam in tweeën deelt.
Station Rathaus Schöneberg werd ontworpen door de architecten Johann Emil Schaudt en Richard Guhr en geniet de monumentenstatus.
In de Tweede Wereldoorlog werd het station dermate zwaar getroffen dat het zes jaar duurde voordat het weer in gebruik genomen kon worden. Bij de heropening in 1951 kreeg het station zijn huidige naam, verwijzend naar het stadhuis waar gedurende de deling van de stad het West-Berlijnse bestuur zetelde.
De dam en het station ondergingen van 1995 tot 2005 een uitgebreide renovatie, die door de moerassige bodem ernstig bemoeilijkt werd. Omdat het gebied waarin het station ligt 60 centimeter verzakt was, werd de fundering vernieuwd en uitgebreid. In 2002 werd aan de zuidkant van het station bovendien een nooduitgang gecreëerd. De aanleg van de nooduitgang volgde na een brand in station Deutsche Oper in 2000, waarna besloten werd dat alle ondergrondse stations over minstens twee uitgangen moeten beschikken. Om de nooduitgang te bereiken moet een van de sporen overgestoken worden.

## Galerij

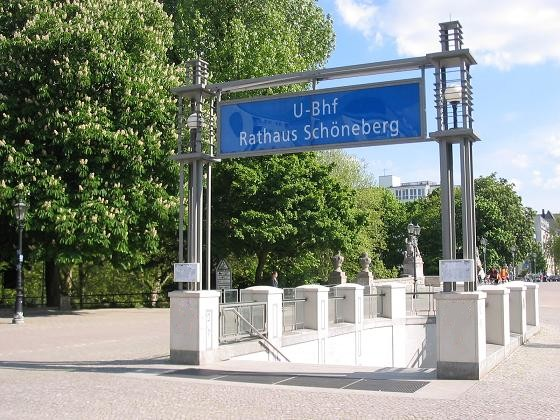
Toegang tot het station in de Carl-Zuckmayer-Brücke
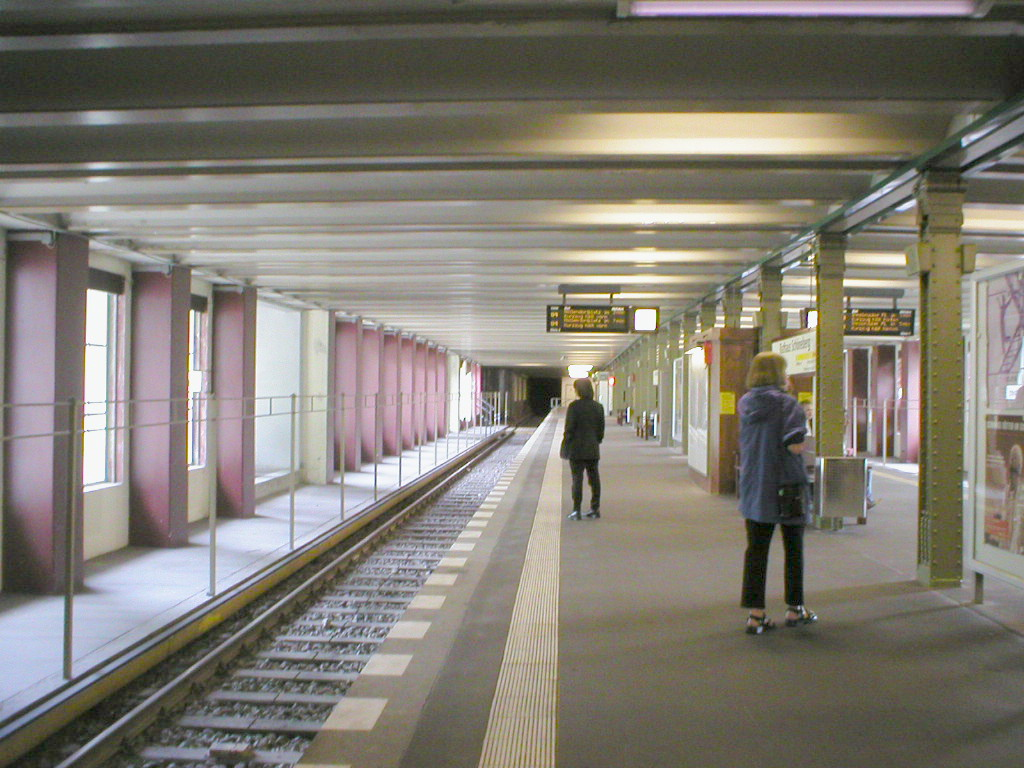
Door ramen aan weerszijden valt er daglicht op het perron.
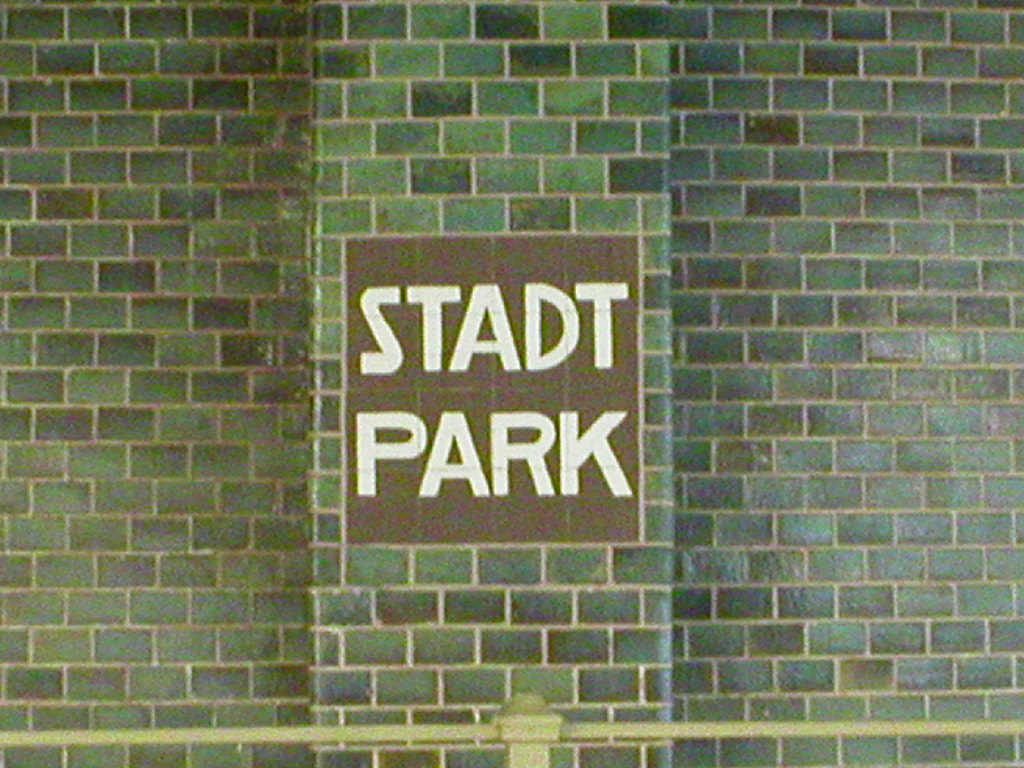
Op het perron zijn nog altijd borden met de oude naam te vinden.